# 布蘭森冰原島峰
67°55′S 62°46′E / 67.917°S 62.767°E
布蘭森冰原島峰（英語：Branson Nunatak）是南極洲的冰原島峰，位於麥克羅伯特森地，屬於弗拉姆山脈的一部分，挪威製圖師根據該國探險隊繪入地圖，現時由南極條約體系管理。